# SEASON2. HIDEOUT:THE NEW DAY WE STEP INTO
『SEASON2. HIDEOUT：THE NEW DAY WE STEP INTO』（シーズントゥー ハイドアウト ザ・ニューデイ ウィー ステップ イントゥー）は、CRAVITYの2枚目となるミニ・アルバム。2020年8月24日にSTARSHIPエンターテインメントからリリースされ、Kakao Mにて販売された。

## 概要
2020年8月24日、タイトル曲「Flame」のミュージック・ビデオを公開。

## チャート成績
ガオンアルバム週間チャート、HANTEOチャート週間アルバムチャートで1位、日本でもタワーレコード全店総合アルバム週間チャートで1位を獲得。

## 収録曲
1. Flame［3:14］
  - 作詞：JQ、Da、0BrotherSu
  - 作曲：Jisoo Park (153/Joombas)、Jeff Lewis、Blair Taylor
  - 編曲：Blair Taylor
2. Believer［3:33］
  - 作詞：JQ、Moon Seoul、Park Ji-won (makeumine works)、Serim、Allen
  - 作曲：David Amber、Andy Love
  - 編曲：David Amber
3. Ohh Ahh［3:25］
  - 作詞：Chai Lin (153/Joombas)
  - 作曲：Joony (153/Joombas)、Andy Love、Pablo Groove (153/Joombas)
  - 編曲：Joony (153/Joombas)、Pablo Groove (153/Joombas)
4. Realize［3:35］
  - 作詞：Lee SeuranSerim、Allen
  - 作曲：Daniel Kim、Jeremy G (Future Sound)、Al Swettenham
  - 編曲：Geek Boy
5. Hot Air Balloon［3:07］
  - 作詞：BrotherSu
  - 作曲：Willie Weeks、BrotherSu
  - 編曲：Willie Weeks
6. Sunrise［3:17］
  - 作詞：The Name、Min Yeon-jae、Woo Sung-jun
  - 作曲：The Name、Shin Ki-hyun、Woo Sung-jun
  - 編曲：Shin Ki-hyun
7. Breathing［3:38］
  - 作詞：KZ、Tae Bongee、HOFF
  - 作曲：KZ、Tae Bongee、HOFF
  - 作曲：KZ、Tae Bongee

合計時間23:49

## 受賞
- 9月1日 : SBS MTV「THE SHOW」- THE SHOW Choice![3]（1位）